# Il gusto degli altri
Il gusto degli altri (Le Goût des autres) è un film del 2000 diretto da Agnès Jaoui.
La pellicola, premio César nel 2001 quando venne anche candidata all'Oscar al miglior film straniero, è basata su un soggetto e una sceneggiatura, scritti dalla regista insieme al marito Jean-Pierre Bacri, con entrambi tra i protagonisti. Il suocero della regista, Robert, compare nel film nel ruolo del padre del protagonista.

## Trama
Un quarantacinquenne imprenditore francese, Castella, vive una vita tutto casa e lavoro, sposato con una borghese e pedante arredatrice dal dubbio buon gusto, con tanto di autista e guardia del corpo al seguito. La sua routine procede senza scossoni, fino al colpo di fulmine per Clara, una quarantenne attrice di teatro.
L'imprenditore decide di frequentarla, assumendola per avere lezioni d'inglese, e si trova ad accostarsi ad un mondo molto distante da lui, fatto di cultura e di arte in cui goffamente tenta di calarsi, nonostante manchi di sensibilità artistica. 
Clara, in crisi esistenziale e professionale, non sopporta la sua invadente presenza, e pensa che il nuovo interesse dell'uomo per l'ambiente culturale intorno a cui gravita, sia in realtà un modo per mettersi in mostra e farsi apprezzare. La donna è convinta che Castella venga accettato solamente in virtù della sua ricchezza. Ma l'uomo, a contatto con questo nuovo mondo, si rende conto di possedere un proprio gusto, e di poter apprezzare, nonostante la propria formazione culturale, un'opera teatrale, un quadro e di poter scegliere di innamorarsi. Il suo è proprio un cambiamento di pensiero, che lo porta a riconsiderarsi, non più schiavo della propria casa bomboniera, e a valutare le persone con cui lavora, per se stesse e non più per ruoli e categorie. E suo malgrado coinvolge nei suoi spostamenti anche le persone che stanno intorno a lui, in particolare Bruno, l'autista, e Frank, la guardia del corpo, costretti per il proprio lavoro a seguirlo ovunque.
Anche loro saranno vittime degli eventi. In un bar, che diventa il centro delle vicende, Bruno rincontra Manie, barista, con cui aveva avuto una relazione precedente che aveva completamente rimosso. I due riprendono a stare insieme, ma non seriamente, perché Bruno è legato alla propria fidanzata che momentaneamente studia negli Stati Uniti, e rappresenta la donna della sua vita. Manie attraverso di lui incontra Frank con il quale comincia un rapporto serio. Ma i due sono molto differenti: la ragazza spaccia per "arrotondare", ha una visione più "leggera" della vita e dei rapporti in generale, anche se forse il nuovo arrivo può rappresentare una svolta di stabilità. 
Frank ex poliziotto, più rigido, moralista, e non disposto a scendere a compromessi, fatica ad accettare il lato ribelle di Manie ed ha una visione della vita più fatalista, dettata anche dalle precedenti delusioni sentimentali e professionali. In mezzo c'è Bruno, che ascolta e vede concretizzarsi le visioni pessimistiche che Frank ha della vita. Scopre, via lettera, che la sua ragazza lo ha tradito e non ha più intenzione di stargli vicino, lasciandolo in uno stato di sconforto, che gli fa dubitare della propria sensibilità e fondamentale fiducia che lui ripone nei rapporti umani. 
Intorno a questo microcosmo ruotano le esistenze di altri personaggi, anche loro nella continua ed eterna ricerca di stabilità e amore.

## Riconoscimenti
- 2001 - Premio Oscar
  - Candidatura al miglior film in lingua straniera
- 2001 - Premio César
  - Miglior film
  - Miglior sceneggiatura a Agnès Jaoui e Jean-Pierre Bacri
  - Migliore attrice non protagonista ad Anne Alvaro
  - Migliore attore non protagonista a Gérard Lanvin
  - Candidatura al miglior regista a Agnès Jaoui
  - Candidatura al miglior attore a Jean-Pierre Bacri
  - Candidatura alla migliore attrice non protagonista a Agnès Jaoui
  - Candidatura al migliore attore non protagonista a Alain Chabat
  - Candidatura al miglior montaggio a Hervé de Luze
- 2001 - Premio Lumière
  - Miglior film
  - Miglior regista a Agnès Jaoui
  - Migliore sceneggiatura a Agnès Jaoui e Jean-Pierre Bacri
- 2000 - Festival du film de Cabourg
  - Swann d'oro al miglior attore a Jean-Pierre Bacri
- 2001 - David di Donatello
  - Miglior film straniero
- 2000 - European film Awards
  - Miglior sceneggiatura a Agnès Jaoui e Jean-Pierre Bacri